# Fred Döderlein

Fred Döderlein 1929 auf einer Fotografie von Alexander Binder

Fred Döderlein, gebürtig Lothar Fritz Oskar Döderlein (* 24. April 1906 in St. Oswald, Lothringen; † 23. April 1985 in Kanada) war ein deutscher Schauspieler.

## Leben
Der gebürtige Lothringer hatte nach dem Abschluss der Oberrealschule eine zweijährige Ausbildung in der Industrie und für weitere zwei Jahre eine im Hotelwesen erhalten.
1927 stand er erstmals vor der Kamera, nach dem Besuch der Schauspielschule Ilka Grünings ab 1931 auch auf der Bühne. Döderlein spielte fortan Rollen unter der Intendanz Max Reinhardts, in Wien wie in Berlin. Man sah ihn 1931 mit der Hauptrolle des Manuel in Reinhardts Inszenierung der Bourdet-Komödie Das schwache Geschlecht und im darauffolgenden Jahr mit kleineren Rollen in dem Ladislas-Fodor-Schauspiel Der Kuß vor dem Spiegel und in dem Lustspiel Wenn ich wollte..., beides Inszenierungen des Reinhardt-Assistenten Otto Preminger.
Anschließend wirkte Döderlein bis 1938 am Berliner Schillertheater, danach auch am Theater der Jugend. Während des Krieges wirkte Döderlein u. a. am Hamburg-Altonaer Volkstheater sowie als Schauspieler und Regisseur an den Städtischen Bühnen Augsburg. Nach dem Krieg erhielt er kleinere Engagements in Passau, Hamburg und Lüneburg und erarbeitete sich ein Zubrot mit Rundfunktätigkeiten (in Hamburg). Im Jahre 1952 verliert sich seine Spur in Hamburg, vermutlich wanderte er in diesem Jahr nach Kanada aus.
Beim Film der 1920er und 1930er Jahre wurde der gutaussehende, blonde Lothringer mit den markant-männlichen Gesichtszügen oft als smarter Sonnyboy und charmanter Verehrer und Liebhaber eingesetzt, ohne dass Fred Döderlein durch größere Leistungen auffiel. Döderleins Rückkehr vor die Kamera vollzog sich in den 1970er Jahren (als Fred Doederlein) mit bisweilen winzigen Nebenrollen in einigen in Kanada entstandenen Streifen. Am bekanntesten ist noch sein englischsprachiger Einstiegspart als verantwortungsloser Wissenschaftler, der in dem 1974 entstandenen Schocker Parasiten-Mörder den ekelerregenden Titel-„Helden“ mit mörderischem Eigenleben erschafft.

## Filmografie
- 1927: Königin Luise, 1. Teil: Die Jugend der Königin Luise
- 1928: Hell in Frauensee
- 1929: Tagebuch einer Kokotte
- 1929: Das Mädel aus der Provinz
- 1929: Das grüne Monokel
- 1929: Die weiße Nacht
- 1929: Nachtlokal
- 1929: Sei mir gegrüßt, du mein schönes Sorrent
- 1929: Die Jugendgeliebte
- 1930: Der Tanz ins Glück
- 1930: Drei Tage Mittelarrest
- 1931: Die Koffer des Herrn O.F.
- 1931: Purpur und waschblau
- 1932: Tannenberg
- 1934: Peer Gynt
- 1935: Hundert Tage
- 1937: Gordian, der Tyrann
- 1938: Kameraden auf See
- 1938: Rote Orchideen
- 1975: Parasiten-Mörder (Shivers)
- 1978: Die Bestien (Blackout)
- 1979: Scanners (UA: 1981)
- 1979: The Beloved (Kurzfilm)
- 1983: Hotel New Hampshire